# CISV
CISV es una organización internacional de intercambio de jóvenes. Fundado con la creencia de que la paz duradera es posible mediante la enseñanza de cómo vivir juntos como amigos, CISV lleva a cabo programas interculturales de intercambio que se enfocan sobre todo en niños y la juventud. Es una organización que se mueve gracias a la labor de sus voluntarios en los diferentes países.

## Historia
CISV fue fundado en 1951 por la Dra. Doris Twitchell Allen. CISV se ha colocado desde entonces en 70 países, y más de 150 000 delegados han participado en sobre cuatro mil actividades internacionales de CISV.
Para la Dra. Allen y la organización de CISV, los niños y la juventud fueron vistos como el punto de partida ideal para la educación para la paz. Los programas desarrollados ofrecen oportunidades a la gente joven de conocer a sus pares de otros países y de formar amistades interculturales. Localmente, los programas dan a la gente la oportunidad de aprender sobre las culturas en sus propias comunidades y de explorar los temas importantes relacionados con la paz y la comprensión.
Las siglas CISV significaban Children's International Summer Villages

## Programas del CISV
La experiencia de CISV International está basada en seis programas de intercambio:
- Village: Un programa de cuatro semanas para niños de 11 años. Delegaciones de 12-14 países se juntan y participan en actividades que promueven la paz y la comprensión. Cada delegación está formada por dos hombres, dos mujeres, y un líder (monitor) adulto; además también se incluyen 6 personas (3 hombre y 3 mujeres) de 16-17 años llamadas JC's (Junior Consellor) que colaboran con los líderes ya que tienen una edad más cercana a los participantes.
- Step Up: Un programa de tres semanas para participantes entre los 14-15 años. Las delegaciones incluyen 4 participantes,2 mujeres y 2 hombres y a un líder adulto. Algunos Summer Camps son de un solo género.
- Intercambio: Involucrando solamente a dos países, este programa se da durante uno o dos veranos (ocasionalmente inviernos). Una delegación de 6-12 jóvenes, de 12-14 años, es seleccionada de cada país participante. En el primer verano (o primera quincena), una delegación viaja a visitar por un mes a la otra. Al verano siguiente, los papeles se invierten. Cada delegación tiene un líder adulto, y puede tener un líder juvenil también.
- Seminar Camp: Un programa de tres semanas para jóvenes entre los 17-18 años, en el que los participantes de cada país viajan solos, aunque a veces pueden ir acompañados de otro participante de su mismo país. Los Seminar Camps tienen un enfoque educacional más directo, y los jóvenes son incentivados a que formen opiniones sobre variados temas globales.
- Youth Meeting: Un campamento temático y regional para jóvenes menores de 16 años. Que tomara lugar en solo un país.
- International People's Project: El programa más nuevo de CISV está abierto para personas mayores de 19 años, y dura tres semanas. Los participantes toman parte en la contribución manual para un proyecto de una comunidad.
- MOSAIC: es un programa que ayuda a conectar las ideas, principios y métodos de CISV con comunidades locales, trabajando en conjunto con otra organización. Es apropiado para todas las edades, y es ideal para involucrar a personas que no han participado en actividades internacionales.

La página de CISV International sobre los programas provee información más detallada.
De la misma manera, CISV tiene sucursales que llevan a cabo programas locales que tiene como meta compartir la experiencia CISV dentro de una comunidad más pequeña
- Junior Branch: o "Rama Joven" un grupo de CISVers locales (normalmente entre los 15-25 años) que llevan a cabo actividades de CISV en un nivel local, con el propósito de mantener activos a antiguos participantes, y de incorporar a algunos nuevos miembros a la comunidad CISV.

## Chapters and the CISV Organization
La Oficina Internacional de CISV está localizada en Newcastle upon Tyne, Inglaterra. Mientras que la parte crítica administrativa se da en Oficina Internacional, la mayoría del trabajo es hecho a nivel local. 
Cada uno de los 62 países de CISV tiene una asociación nacional, que supervisa y maneja las sucursales dentro de su país. Las sucursales están divididas en el Junior Branch (jóvenes de 25 y menores) y la Junta Mayor. Con excepción de personeros de Oficina Internacional, y de algunos puestos dentro de las asociaciones nacionales, CISV está compuesto y funciona gracias a voluntarios
Actualmente, CISV tiene un cierto grado de participación dentro del Consejo Europeo, y ha sido aprobada de nuevo como una sub-organización de Unesco.

## Gallery

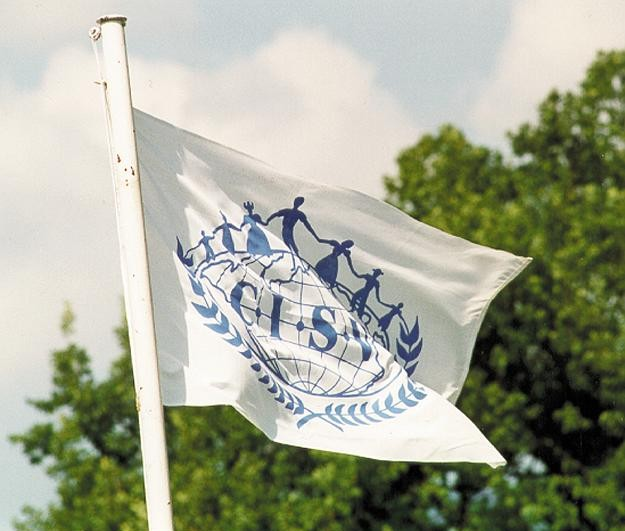
CISV Flag
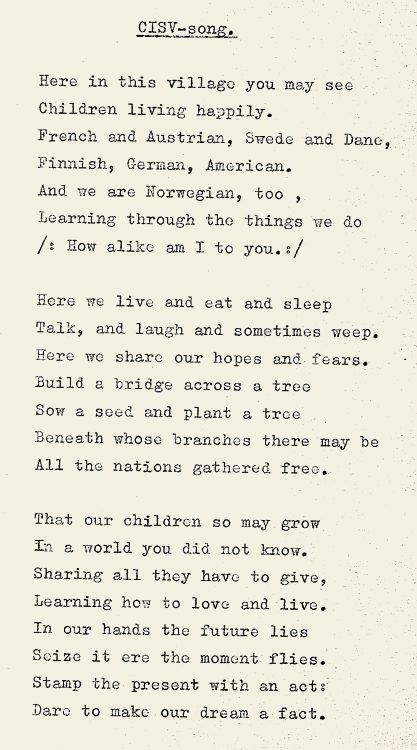
CISV Song
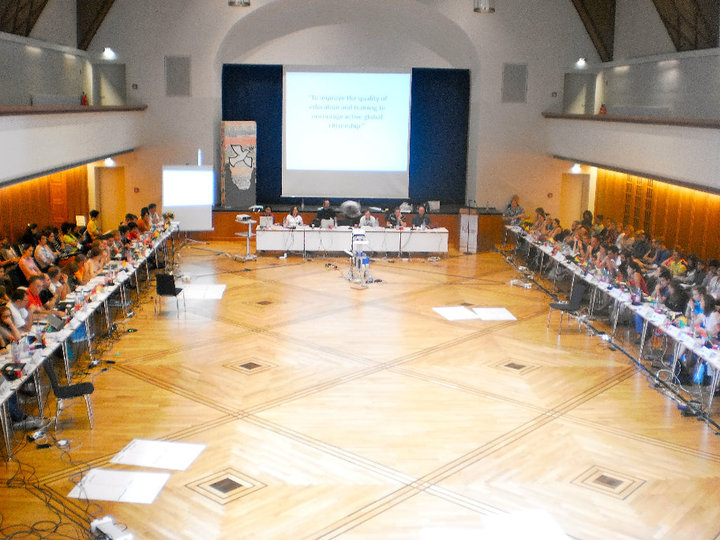
Board of Trustees in session AIM 2010
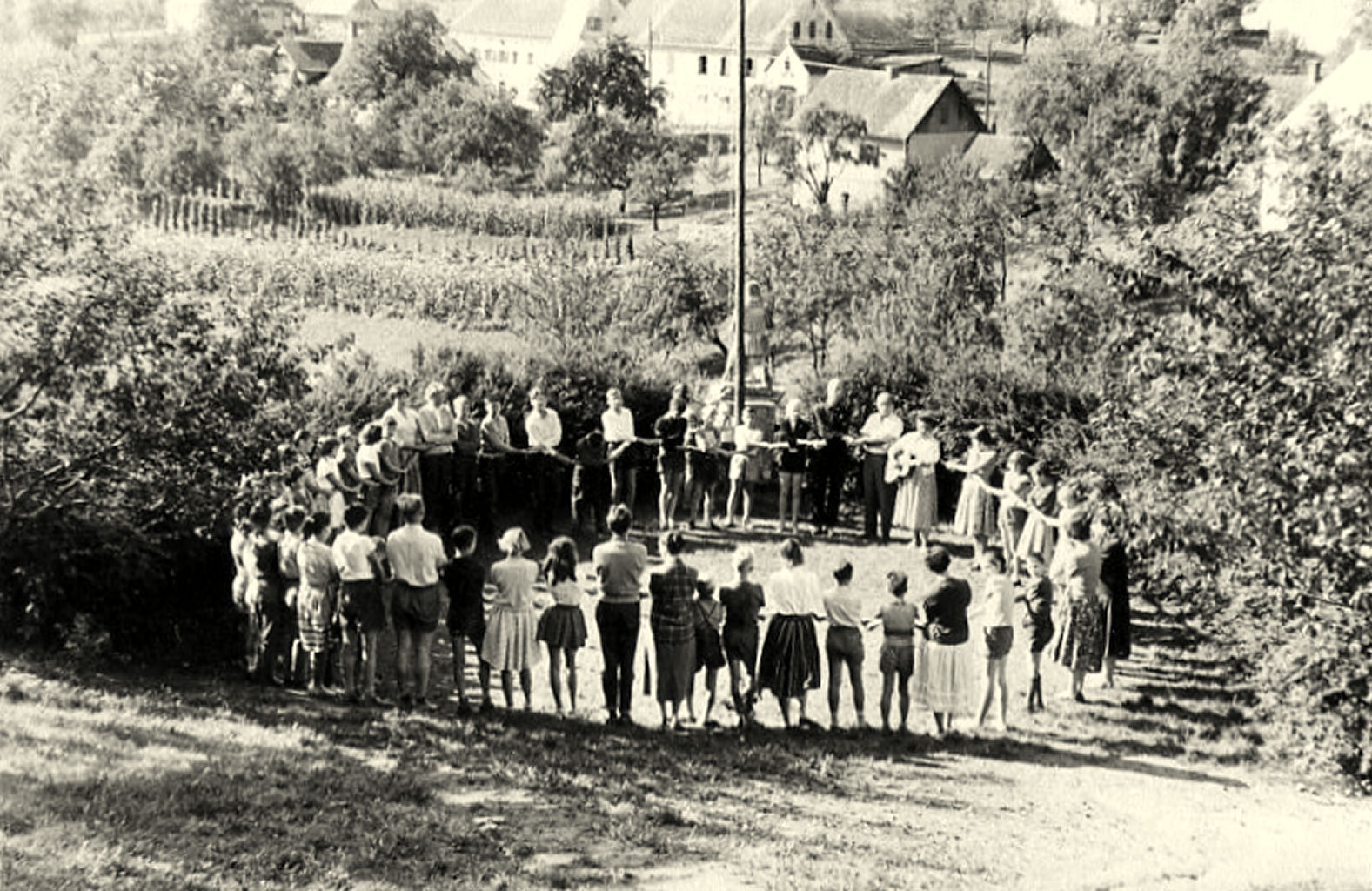
CISV Austria 1958
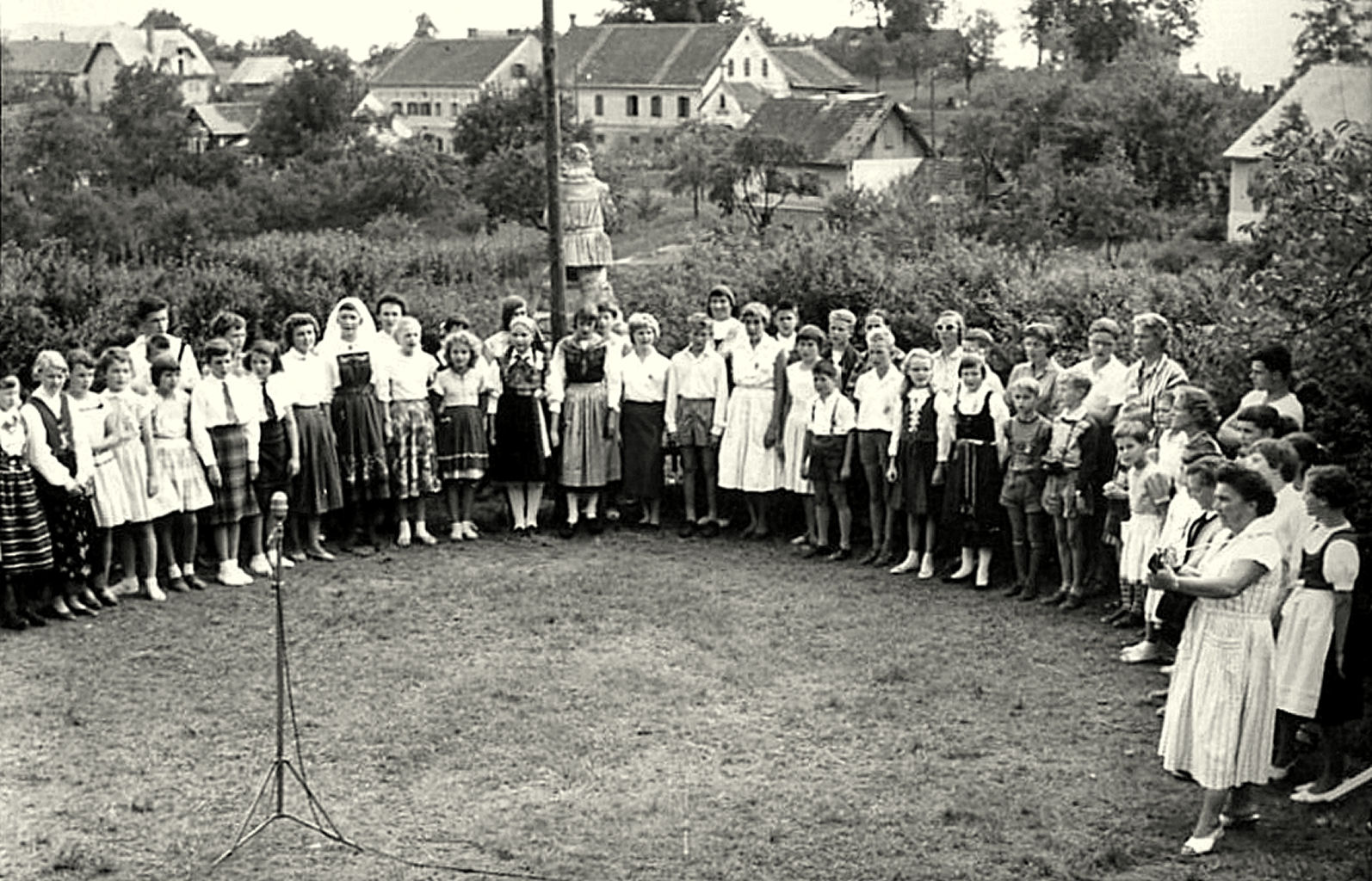
CISV Austria 1958
Junior Branch